# Zöblen
Zöblen is een gemeente in het district Reutte in de Oostenrijkse deelstaat Tirol.
Zöblen is de kleinste gemeente van het Tannheimer Tal en wordt doorstroomd door de Vils. Het dorp is dicht opeengebouwd gesitueerd op een puinkegel aan de noordzijde van het dal. De gemeente ligt langs de grens met Duitsland. Omdat het dorp dicht bij Tannheim gelegen is, heeft ook hier in Zöblen zich een bescheiden toeristische sector ontwikkeld.

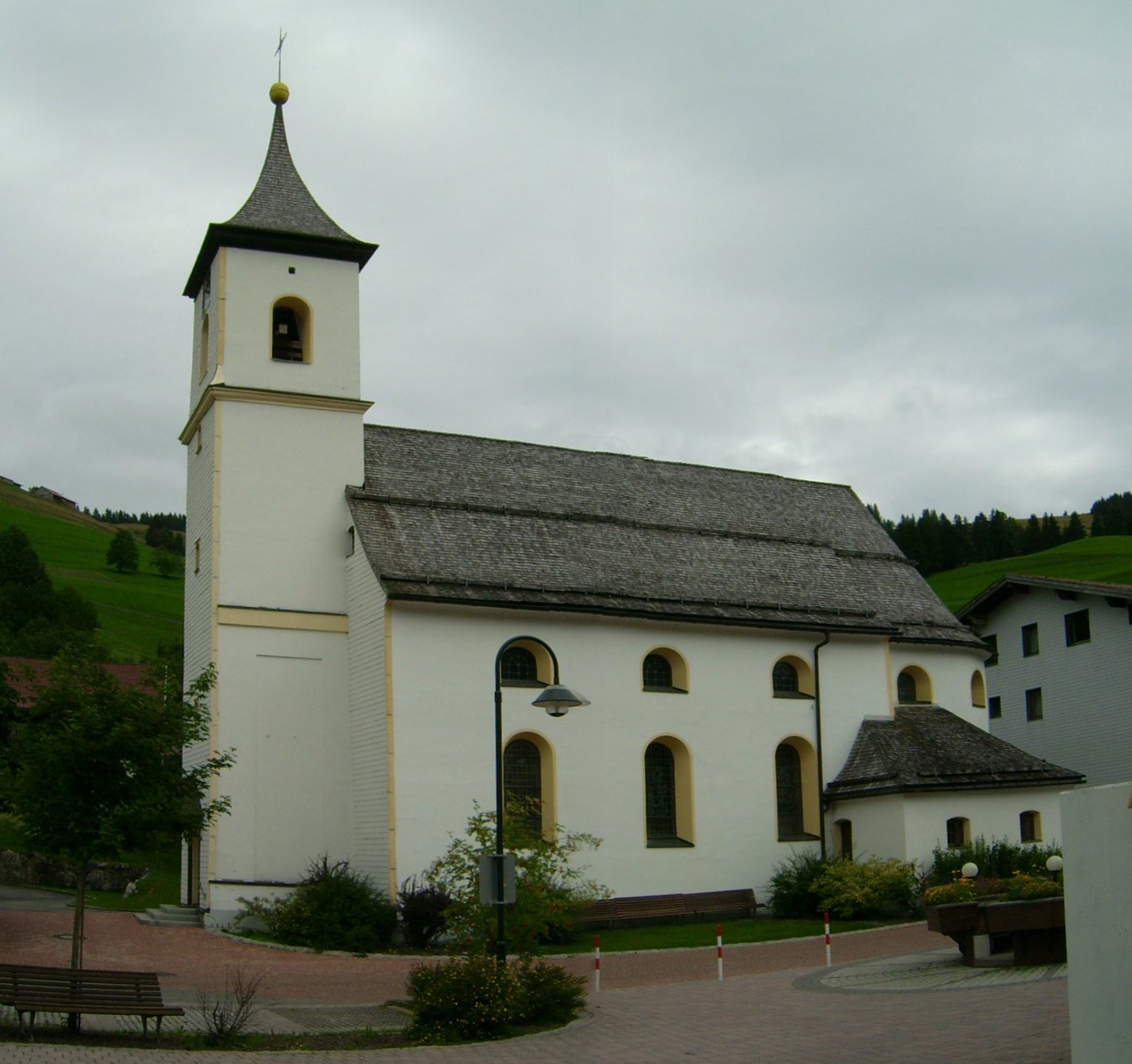
Kerk
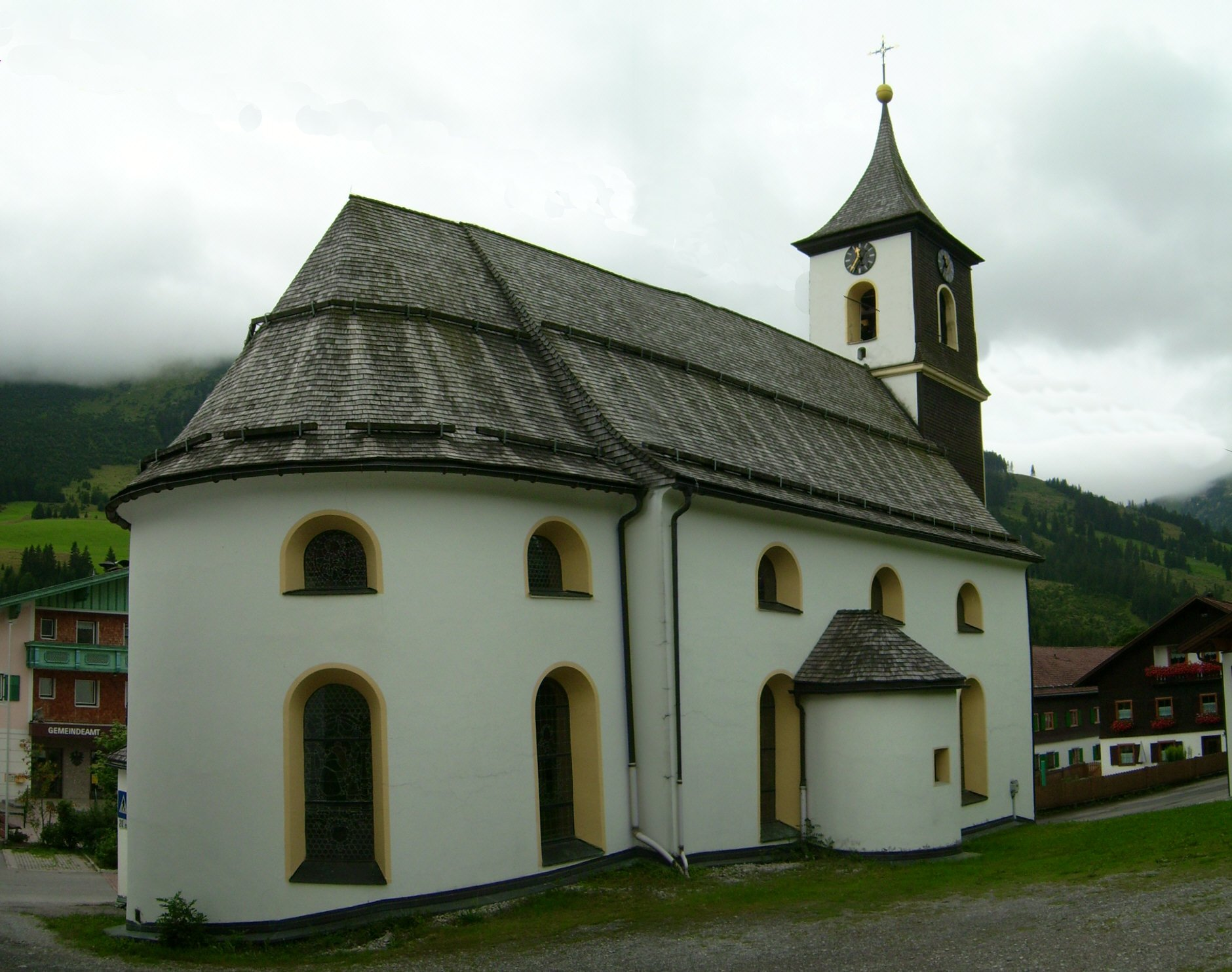
Achterzijde van de kerk

Bach · Berwang · Biberwier · Bichlbach · Breitenwang · Ehenbichl · Ehrwald · Elbigenalp · Elmen · Forchach · Grän · Gramais · Häselgehr · Heiterwang · Hinterhornbach · Höfen · Holzgau · Jungholz · Kaisers · Lechaschau · Lermoos · Musau · Namlos · Nesselwängle · Pfafflar · Pflach · Pinswang · Reutte · Schattwald · Stanzach · Steeg · Tannheim · Vils · Vorderhornbach · Wängle · Weißenbach am Lech · Zöblen